# جيمس إم. بندلتون
جيمس إم. بندلتون هو سياسي أمريكي، ولد في 10 يناير 1822 في نورث ستونينغتون في الولايات المتحدة، وتوفي في 16 فبراير 1889 في ويسترلي في الولايات المتحدة. نشط حزبياً في الحزب الجمهوري. وقد انتخب عضو مجلس النواب الأمريكي ‏.